# 卸町駅 (福島県)
卸町駅（おろしまちえき）は、福島県福島市鎌田にある阿武隈急行線の駅。キャッチフレーズは、「とんやの街」。

## 歴史
- 1988年（昭和63年）7月1日：開業[1][2]。
- 2005年（平成17年）4月1日：福島市シルバー人材センター委託となる。
- 2006年（平成18年）頃：土曜・休日の日中も駅員配置となる。
- 2012年（平成24年）4月1日：無人駅となる[3]。

## 駅構造

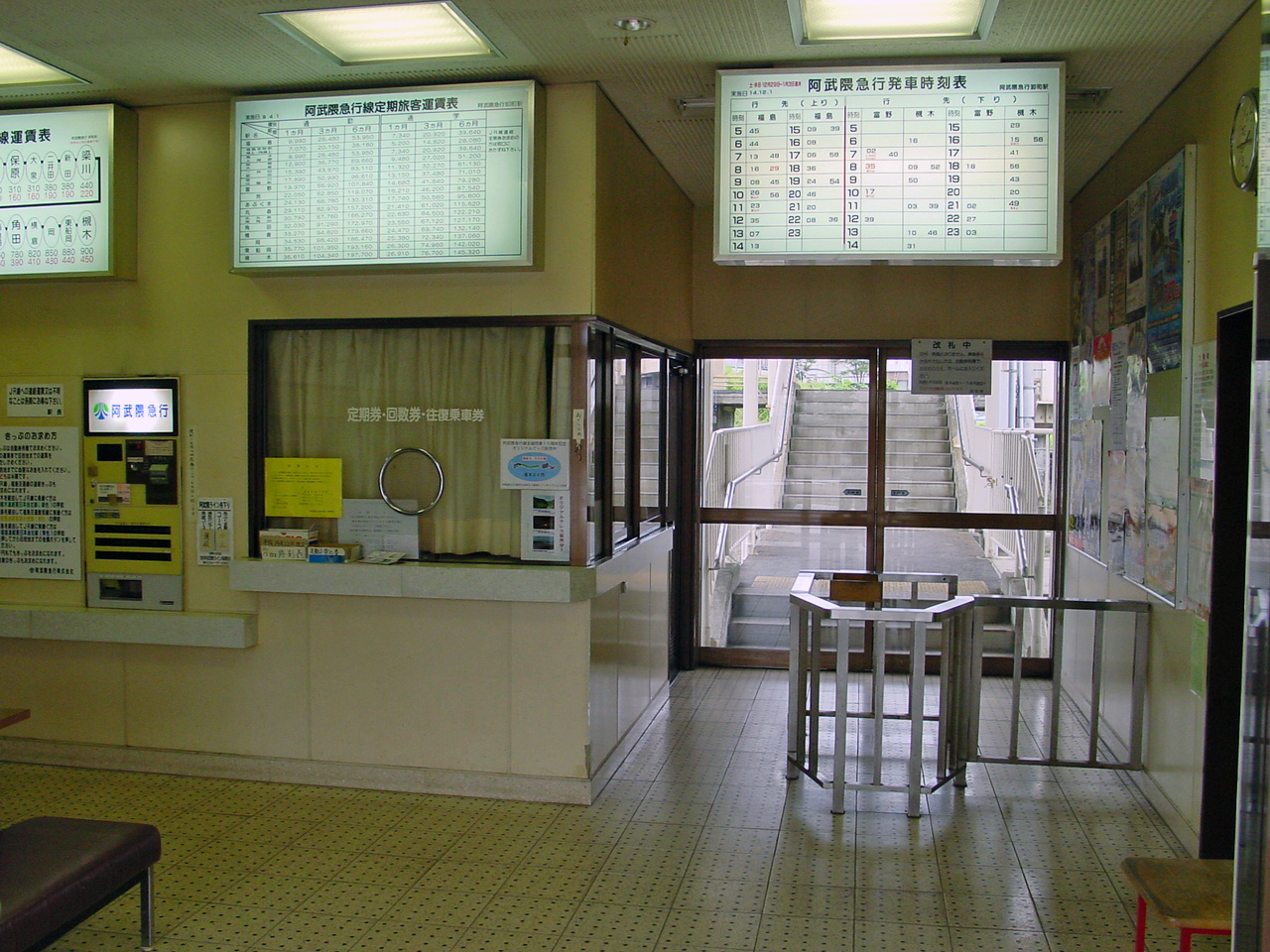
きっぷ券売機・窓口・改札（2003年7月）

単式ホーム1面1線の地上駅である。2012年4月1日より無人駅となった。
構内には、待合室、トイレ、自動販売機（飲料）、蕎麦游膳「阿部」がある。蕎麦游膳｢阿部｣が定休日のときは、待合室は締切となる。

## 利用状況
- 阿武隈急行 - 2016年度の1日平均乗車人員は、332人である[4]。
- 近年の乗車人員は以下の通りである（いずれも1日平均）。

| 乗車人員推移 | 乗車人員推移    |
| 年度         | 1日平均乗車人員 |
| ------------ | --------------- |
| 2000         | 373             |
| 2001         | 351             |
| 2002         | 332             |
| 2003         | 312             |
| 2004         | 310             |
| 2005         | 315             |
| 2006         | 301             |
| 2007         | 295             |
| 2008         | 290             |
| 2009         | 285             |
| 2010         | 271             |
| 2011         | 243             |
| 2012         | 321             |
| 2013         | 337             |
| 2014         | 340             |
| 2015         | 333             |
| 2016         | 332             |

## 駅周辺
駅の南部に福島市中央卸売市場や福島卸商団地などが広がる。周辺一帯は文字通り問屋街となっており、福島市内外の流通の要となっている。

### 駅北側
- JR東日本東北本線東福島駅
- 福島市役所北信支所・北信学習センター
- 大原医療センター

### 駅南側
- 福島卸商団地
- 福島市中央卸売市場
- 東邦銀行北福島支店
- 福島卸町簡易郵便局

## 隣の駅
阿武隈急行
■阿武隈急行線
福島駅 - （矢野目信号場） - 卸町駅 - 福島学院前駅